# Ammuta (Haapsalu)
Ammuta is een plaats in de Estlandse gemeente Haapsalu, provincie Läänemaa. De plaats heeft de status van dorp (Estisch: küla).
Tot in oktober 2017 behoorde Ammuta tot de gemeente Ridala. In die maand werd Ridala samengevoegd met de stad Haapsalu tot de gemeente Haapsalu.

## Bevolking
Het dorp had 31 inwoners op 31 december 2011 en 25 inwoners op 31 december 2021.